# Bildstöcklalm
Die Bildstöcklalm ist eine Alm im Lattengebirge in Bad Reichenhall.
Die Alm befand sich am Nordhang des Predigtstuhls auf einer Höhe von 760 m ü. NN in unmittelbarer Nähe der Bildstöckl-Kapelle. Die Alm wurde gegen Ende des 19. Jahrhunderts aufgelassen, in der Hütte wurde bis etwa Mitte des 20. Jahrhunderts eine Ausflugsgaststätte für Wanderer betrieben. Nach der Einstellung des Betriebs wurde auch die Almhütte vollständig entfernt. Die Almlichte ist inzwischen zugewachsen. 